# Partido extraparlamentario
Un partido extraparlamentario es aquel partido o movimiento político que no tiene representación en el parlamento de un país. El carácter de extraparlamentario puede darse por no haber obtenido la votación suficiente en las elecciones para conseguir escaños parlamentarios, por no querer realizar coalición con otros partidos mayoritarios o por haber decidido no participar del sistema político institucional.
La denominación de extraparlamentario también aplica a coaliciones políticas, como por ejemplo ocurrió con Juntos Podemos en Chile, también conocida como la «izquierda extraparlamentaria», que se vio impedida de acceder al Congreso Nacional entre 2003 y 2009, en parte por el sistema binominal que regía las elecciones en ese país.
El historiador chileno Bernardino Bravo afirma que los partidos extraparlamentarios serían una consecuencia de la decadencia de los partidos parlamentarios, y que su exclusión del parlamento se da por «el hecho de que tienen una visión total de la política que por su naturaleza excluye la concurrencia de igual a igual con otra visión, sea total o parcial de la política».